# Ultra Beatdown
Ultra Beatdown četvrti je studijski album britanskog power metal sastava DragonForce, objavljen 20. kolovoza 2008. godine u Japanu preko JVCa i 26. kolovoza 2008. godine širom svijeta preko Roadrunner Recordsa i Spinefarm Recordsa. Ultra Beatdown je zadnji album na kojem pjeva ZP Theart, a prvi na kojem bas-gitaru svira Frédéric Leclercq.

## Popis pjesama
| 1.    | »Heroes of Our Time«      | Herman Li, Sam Totman | Totman                                     | 7:13 |
| 2.    | »The Fire Still Burns«    | Totman, ZP Theart     | Totman                                     | 7:50 |
| 3.    | »Reasons to Live«         | Totman, Li            | Vadim Pruzhanov, Totman, Frédéric Leclercq | 6:25 |
| 4.    | »Heartbreak Armageddon«   | Totman, Li            | Li, Totman, Leclercq                       | 7:40 |
| 5.    | »The Last Journey Home«   | Totman, Theart        | Totman                                     | 8:12 |
| 6.    | »A Flame for Freedom«     | Totman                | Totman                                     | 5:20 |
| 7.    | »Inside the Winter Storm« | Totman, Theart        | Totman                                     | 8:11 |
| 8.    | »The Warrior Inside«      | Totman, Li, Theart    | Pruzhanov, Totman                          | 7:14 |
| 58:10 |                           |                       |                                            |      |

| 9.  | »Strike of the Ninja« | Totman, Theart     | Totman              | 3:18 |
| 10. | »Scars of Yesterday«  | Totman, Li, Theart | Pruzhanov, Leclercq | 7:46 |

| 11. | »E.P.M. (Extreme Power Metal)« | Leclerq, Totman, Li | Leclercq | 7:24 |

| 1. | »The Making of Ultra Beatdown«   | 15:16 |
| 2. | »The Making of the E-Gen Guitar« | 9:35  |

## Zasluge
| DragonForce - ZP Theart – vokali - Herman Li – glavna i ritam gitara, prateći vokali, produciranje, miksanje, inženjer zvuka - Sam Totman – glavna i ritam gitara, prateći vokali, produciranje, miksanje - Vadim Pruzhanov – klavijature, teremin, prateći vokali - Dave Mackintosh – bubnjevi, prateći vokali - Frédéric Leclercq – bas-gitara, prateći vokali, akustična gitara Gostujući glazbenici - Clive Nolan – prateći vokali | Ostalo osoblje - Karl Groom – miksanje, inženjer zvuka - Mike Jussila – mastering - Android Jones – omot albuma - Matt Read – grafički dizajn - Frank Strine i DragonForce – fotografije - Paul Harries – fotografije - Steve McTaggart – režija |